# Helioskop
Helioskop (helios – słońce, skopein – oglądać) – przyrząd astronomiczny służący do obserwacji tarczy słonecznej. Jest to ekran umieszczony w odpowiedniej odległości za okularem teleskopu (obserwacja polega na skierowaniu teleskopu na Słońce i rzutowaniu jego obrazu na ekran). Przy prowadzeniu obserwacji pomocny może być heliostat.
Helioskop pozwala na bezpieczne obserwowanie takich zjawisk jak:
- zaćmienie Słońca
- tranzyt planetarny
- plamy słoneczne

Helioskop jest bezpiecznym przyrządem do obserwacji Słońca, podczas gdy bezpośrednie użycie teleskopu stanowi poważne zagrożenie dla wzroku obserwatora. Ogromna ilość energii światła zogniskowana wewnątrz gałki ocznej może nieodwracalnie uszkodzić wzrok.

## Historia helioskopu
Pierwszy przyrząd tego typu do obserwacji naszej gwiazdy został zaprojektowany przez Krzysztofa Scheinera w początkach XVII w. Pierwszych obserwacji Słońca dokonał Benedykt Castelli. Prototyp helioskopu został udoskonalony przez Galileusza.